# Isaäc da Costa
Pour les articles homonymes, voir Da Costa.
Isaäc da Costa, né le 14 janvier 1798 à Amsterdam et mort le 28 avril 1860 dans la même ville, est un poète juif de langue hollandaise, écrivain, historien et avocat. Le prénom est parfois orthographié Isaac.

## Biographie
Isaäc da Costa naît en 1798 de Daniel Haim da Costa et Rebecca Ricardo. Son père était un aristocrate juif portugais séfarade, parent du philosophe Uriel da Costa, et important marchand d'Amsterdam. Sa mère était la sœur de l'économiste britannique David Ricardo, également d'origine juive portugaise. Très tôt Daniel da Costa voit le goût de son fils pour les études et l’envoie dans une école latine de 1806 à 1811 où Isaäc écrit ses premiers vers. Grâce à son professeur hébraïque, le mathématicien et hébraïste Moses Lemans, Isaäc entre en relation avec le grand poète hollandais Willem Bilderdijk, qui à la demande de Daniel da Costa, accepte de superviser la suite de son éducation. Bilderdijk lui apprend le droit romain et au fil du temps une solide amitié se construit.
En 1817 Da Costa se rend à Leyde où il rencontrait souvent Bilderdijk. C'est ici qu'il obtient un doctorat en droit en 1818 et un doctorat en lettres et philosophie en 1821. Cette même année, il se marie avec une cousine Hannah Belmonte, élevée dans une institution chrétienne. Peu de temps après, sous l'influence de Bilderdijk, il se fait baptiser avec elle à Leyde. À cette époque il était déjà assez connu en tant que poète. Après la mort de Bilderdijk, Da Costa est reconnu comme son successeur parmi les poètes hollandais. Il devient un fidèle partisan des positions religieuses de son mentor et ami et est un des leaders du parti de la Réforme orthodoxe. Dans les dernières années de sa vie, il enseigne et dirige le séminaire de l'église indépendante écossaise. Il écrit beaucoup à propos des missionnaires, mais, malgré sa conversion, gardait néanmoins de l'affection pour ses anciens coreligionnaires et leur histoire.
Ayant réalisé cinquante-trois poèmes plus ou moins longs, il écrit sur beaucoup de sujets théologiques. Il publia plusieurs travaux sur les Juifs et leur histoire, notamment à propos des Juifs venant d'Espagne et du Portugal, ainsi que sur des familles nobles juives. Il possédait d'ailleurs une abondante bibliothèque avec des ouvrages en espagnol, portugais et hébreu et certaines éditions rares de la littérature juive hispano-portugaise. Sa bibliothèque fut vendue aux enchères un an après sa mort.

## Travaux
- Vijf-en-twintig Jaren (« Vingt-cinq ans »)
- De Slag bij Nieuwpoort (« La Bataille de Nieuport »)
- Alfonsus de Eerste
- Poëzy
- Bezwaren tegen den geest der eeuw. Dans cet essai, écrit en 1823 à seulement 25 ans, il attaque les Encyclopédistes, Jean-Jacques Rousseau, Voltaire, Denis Diderot, Kant, Robert Owen et Lord Byron.
- De Sadduceën
- Paulus, eene schriftbeschouwing
- Opmerkingen over het onderscheidende karakter der Groninger School
- Hagar
- Israël en de Volken; een overzicht van de geschiedenis der Joden tot op onzen tijd (« Israël et les Nations : Contributions à l'histoire des Juifs des temps anciens jusqu'à aujourd'hui »)
- Een en twintig dagen te Londen, bij gelegenheid der zamenkomsten van de Evangelische Alliantie, doorgebracht
- Beschouwingen van het Evangelie van Lucas
- Bilderdijk herdacht
- Beschouwingen van de Handelingen der Apostelen
- Wat er door de Theologische Faculteit te Leiden al zoo geleerd wordt
- De Mensch en de dichter Willem Bilderdijk, eene bijdrage tot de kennis van zijn leven, karakter, en schriften
- Opstellen van godgeleerden en geschiedkundigen inhoud
- Da C.'s kompleete dichtwerken
- Bijbellezingen. Op geteekend en medegedeeld door Johan Frederik Schimsheimer